# TV Junior
TV Junior è stata una rivista settimanale per bambini e ragazzi pubblicata dalla ERI Edizioni RAI dal 1978 al 1984, per un totale di 275 numeri.

## Storia editoriale
La rivista nacque nel 1978 con il nome Il trenino della TV, rifacendosi nel titolo e nel pubblico di riferimento al programma per bambini di Rai 1 Il trenino. Dopo 22 numeri per allargare il proprio pubblico a un'audience meno infantile assunse il nome definitivo TV Junior, con il vecchio nome Il trenino presente come sottotitolo sino alla chiusura definitiva del programma televisivo nel 1981.
La rivista era composta da rubriche culturali e di attualità, giochi e fumetti, e spesso allegava gadget come album di figurine, diari, calendari, poster.  Colonna portante del settimanale erano le versioni a fumetti di produzione italiana di anime giapponesi trasmessi al tempo dalla Rai come L'ape Maia riadattata da Giorgio Rebuffi, Heidi di Luciano Bottaro, Mazinga Z e Tom Story di Leone Cimpellin, Capitan Harlock di Carlo Scaringi, Anna dai capelli rossi, Remi, Marco di Antonio Casale, Doraemon dello Studio Gianmarano, Huck Finn di Enzo Marciante, Astroboy. Erano inoltre presenti serie interamente italiane, tra cui Cocco Bill, Zorry Kid e Tarallino di Benito Jacovitti, le favole a fumetti di Daniele Panebarco, Le città nella storia di Gilmo Arnaldi e Giuseppe Cicio, Sbirulino di Teresa Buongiorno  e Giumbolo dello studio BRC Comics.
Il settimanale chiuse ufficialmente nel 1984, a causa della progressiva scomparsa di serie animate giapponesi dalla programmazione Rai, e venne accorpato alla rivista settimanale della Fabbri editore Candy Candy, che dal febbraio 1984 al maggio 1985 venne rinominata Candy Candy TV Junior.